# Paninaro (fumetto)
Paninaro è stata una serie a fumetti pubblicata in Italia dalla Edifumetto negli anni ottanta; arrivò a vendere 140 000 copie e sull'onda del successo venne prodotta anche una linea di prodotti da cartoleria ispirata alla testata.

## Storia editoriale
La testata venne ideata dall'editore Renzo Barbieri e, oltre a storie a fumetti, presentava anche articoli di costume, musica e attualità. Le storie a fumetti erano scritte da Paolo Ghelardini e disegnate dallo Studio di Giuseppe Montanari di cui facevano parte Ernesto Grassani, Franco Pedicini e Gianni Pinaglia; le copertine sono di Pinaglia e di Roberto Molino.
Nel 2022, esce un nuovo numero allegato al numero 1, della rivista "OUTPUMP". Sempre nel 2022, in occasione di una giornata promozionale organizzata in Piazza Duomo a Milano, per la trasmissione streaming della nuova stagione del telefilm "Stranger Things" sulla piattaforma Netflix, viene distribuito gratuitamente un numero speciale della testata, dedicato alla serie citata.